# Марсіу Карлссон
Марсіу Карлссон (порт. Márcio Carlsson; нар. 24 січня 1975) — колишній бразильський тенісист.
Найвищу одиночну позицію світового рейтингу — 119 місце досяг 9 листопада 1998, парну — 166 місце — 7 червня 1999 року.
Завершив кар'єру 2007 року.

## Титули на челленджерах

### Парний розряд: (2)
| Ранг | Рік  | Турнір                  | Покриття | Партнер      | Суперники у фіналі            | Рахунок у фіналі  |
| ---- | ---- | ----------------------- | -------- | ------------ | ----------------------------- | ----------------- |
| 1.   | 1998 | Ульм, Німеччина         | Ґрунт    | Жайме Онсінс | Дірк Діер Міхаель Кольманн    | 6–4, 6–7, 6–3     |
| 2.   | 2007 | Флоріанополіс, Бразилія | Ґрунт    | Лукас Енжіл  | Бріан Дабуль Максімо Гонсалес | 6–4, 2–6, [14–12] |